# Gyulai Román Ortodox Püspökség
A Gyulai Román Ortodox Püspökség a román ortodox egyház része, a magyarországi román ortodoxok püspöksége a Bánáti Metropólia keretén belül. Bejegyzett egyház Magyarországon. 1997. április 27-én, az ortodox húsvét ünnepén hirdették ki Teoctist bukaresti pátriárka – illetve a Szent Szinódus – döntését, mely szerint az addigi gyulai helynökséget püspökség rangjára emelték. Az újonnan megalakuló püspökség élére Árdeleán Pál került, aki 1984-től a Magyarországi román ortodox egyházmegyei Konzisztórium elnöke és püspöki vikáriusa volt. 1999-től Sofronie Drincec, majd 2007-től Siluan Mănuilă lett a püspöke az egyházmegyének.